# Asplenium scolopendrioides
Asplenium scolopendrioides är en svartbräkenväxtart som beskrevs av John Smith. Asplenium scolopendrioides ingår i släktet Asplenium och familjen Aspleniaceae. Inga underarter finns listade.